# 9937 Triceratops
A 9937 Triceratops (ideiglenes jelöléssel 1988 DJ2) a Naprendszer kisbolygóövében található aszteroida. Eric Walter Elst fedezte fel 1988. február 17-én.
Nevét a Triceratops nevű dinoszaurusznem után kapta.